# Teillet-Argenty
Teillet-Argenty ist ein zentralfranzösischer Ort und eine Gemeinde im Département Allier in der Region Auvergne-Rhône-Alpes. Die Gemeinde mit 553 Einwohnern (Stand: 1. Januar 2022) gehört zum Arrondissement Montluçon und zum Kanton Montluçon-4.
Die Einwohner werden Teilletois genannt.

## Geographie
Teillet-Argenty liegt etwa elf Kilometer südwestlich des Stadtzentrums von Montluçon. Der Cher begrenzt die Gemeinde im Südosten.

### Nachbargemeinden
Umgeben wird Teillet-Argenty von den Nachbargemeinden Quinssaines im Nordwesten und Norden, Prémilhat im Norden, Lignerolles im Nordosten und Osten, Sainte-Thérence im Südosten, Mazirat im Südosten und Süden, Budelière im Süden und Südwesten sowie Viersat im Westen.

## Bevölkerungsentwicklung
| Jahr      | 1962 | 1968 | 1975 | 1982 | 1990 | 1999 | 2006 | 2019 |
| Einwohner | 536  | 528  | 458  | 448  | 474  | 472  | 511  | 556  |

## Sehenswürdigkeiten
- Kirche Saint-Blaise aus dem 12. Jahrhundert in Argenty
- Kirche Saint-Maurice aus dem 19. Jahrhundert in Teillet
- Ehemalige Kapelle von Prat
- Wallburg von Argenty
- Burg Le Mas, Monument historique seit 1935
- Stausee von Prat